# Ailanthone
L'ailanthone est un composé allélopathique produit par l'Ailante glanduleux (Ailanthus altissima) qui inhibe la croissance d'autres plantes.
Dans le domaine de la médecine, l’ailanthone a prouvé son efficacité entre autres comme traitement antipaludique ou anti-ulcéreux. Pour le domaine phytosanitaire, cette molécule démontre des propriétés herbicides et insecticides, mais sa toxicité semble trop grande pour de telles applications. Sa toxicité est du même ordre de grandeur que celle de molécules herbicides synthétiques homologuées si l’on s’en tient aux valeurs disponibles concernant le rat (DL50 = 31,4 mg/kg en intra-péritonéal). Mais elle est beaucoup plus toxique qu’un herbicide classique sur la souris blanche (DL50 = 9,8 ou 9 mg/kg administrée par voie orale) si l’on s’en tient aux valeurs publiées par De Carneri et al (1968) ou Sudret (1994). Ce dernier auteur considère que cette molécule ne sera de ce fait pas utilisable en tant qu’anti-paludéen malgré son efficacité.